# Processen mot Jeanne d'Arc
Processen mot Jeanne d'Arc (franska: Procès de Jeanne d'Arc) är en fransk dramafilm från 1962 i regi av Robert Bresson, med Florence Delay i huvudrollen. Den handlar om kätterirättegången mot Jeanne d’Arc.